# Yazd Atash Behram

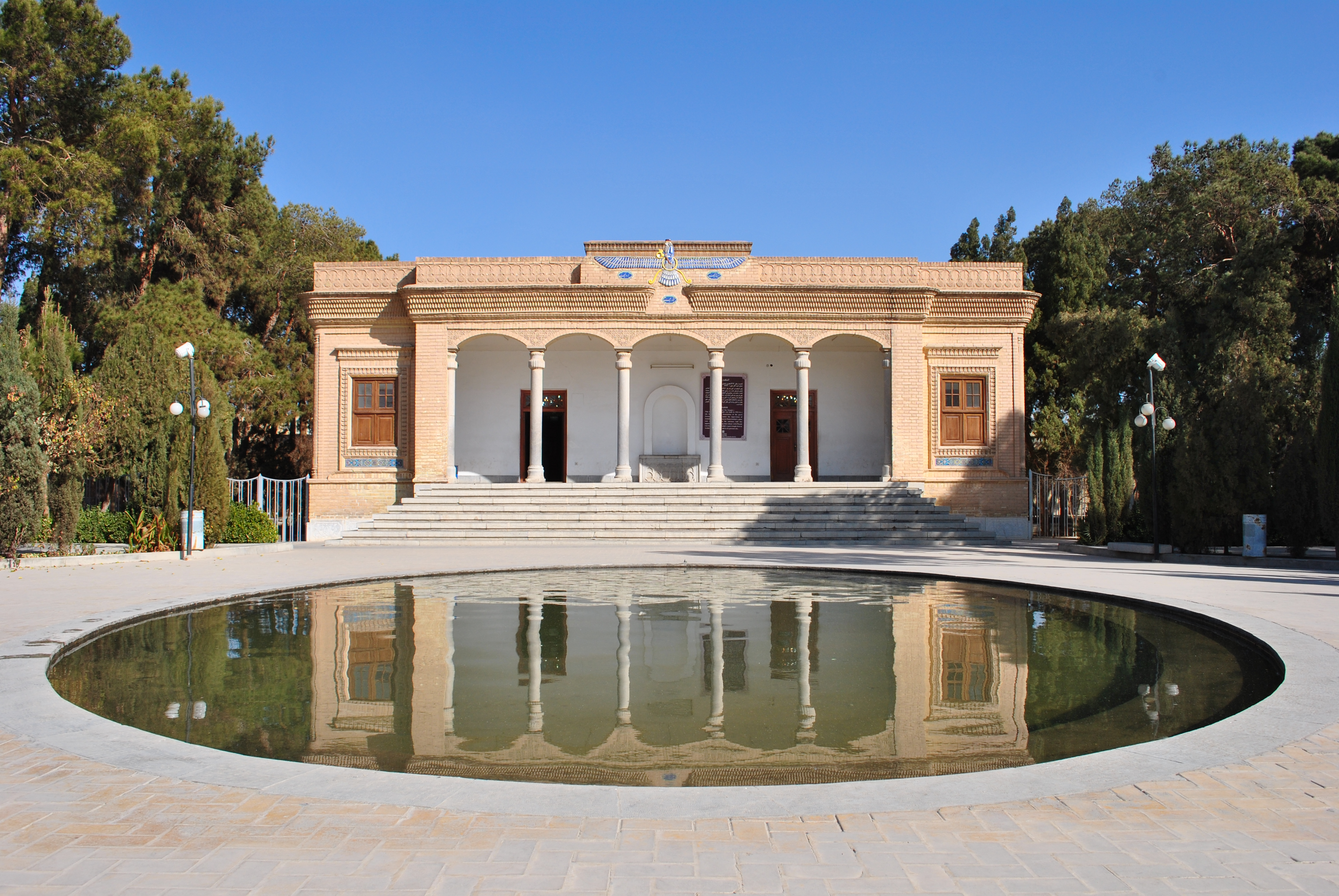
Yazd Atash Behram

Yazd Atash Behram (persiska: یزد آتش بهرام), även känt som Atashkadeh-e Yazd (آتشکدهٔ یزد), är ett zoroastriskt eldtempel i Yazd i Yazdprovinsen i Iran. Templet hyser Atash Bahram, som betyder "Segrande eld", som är daterat till år 470 e.Kr.